# Guan gong dao

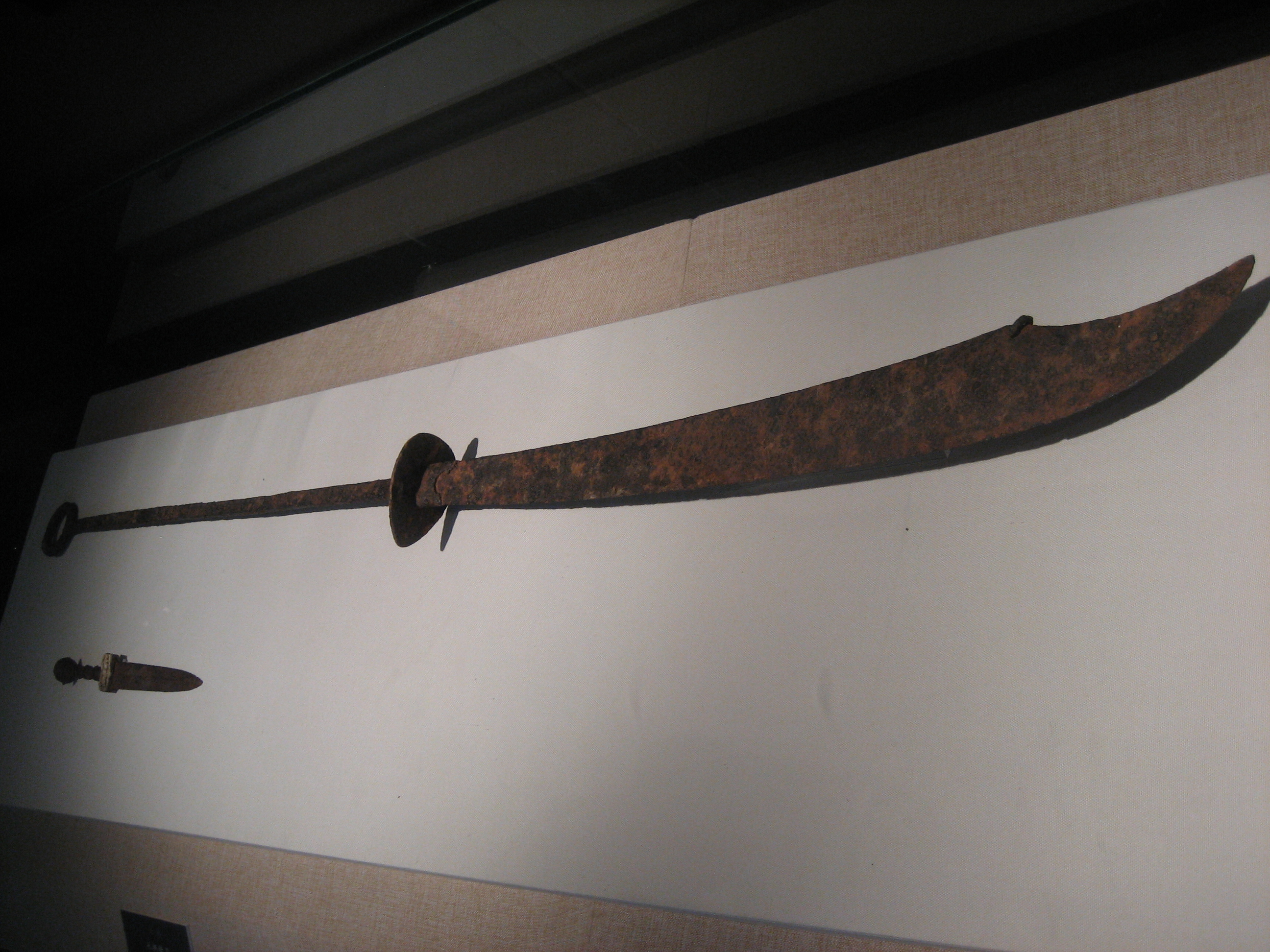
Een guan gong dao

De Guan gong dao is een Chinees wapen. Het is een soort lompe bijl aan een lange stok met een punt eraan. Het weegt ongeveer 3 kg en is 2 meter lang. De punt aan het uiteinde wordt gebruikt om hevige pantsers te kraken en het halvemaanblad is ideaal om uitstekende lichaamsdelen makkelijk af te hakken. Het is vergelijkbaar met de westerse hellebaard.